# Pilumnidae
Pilumnidae Samouelle, 1819 è una famiglia di crostacei decapodi dell'infraordine Brachyura.

## Tassonomia

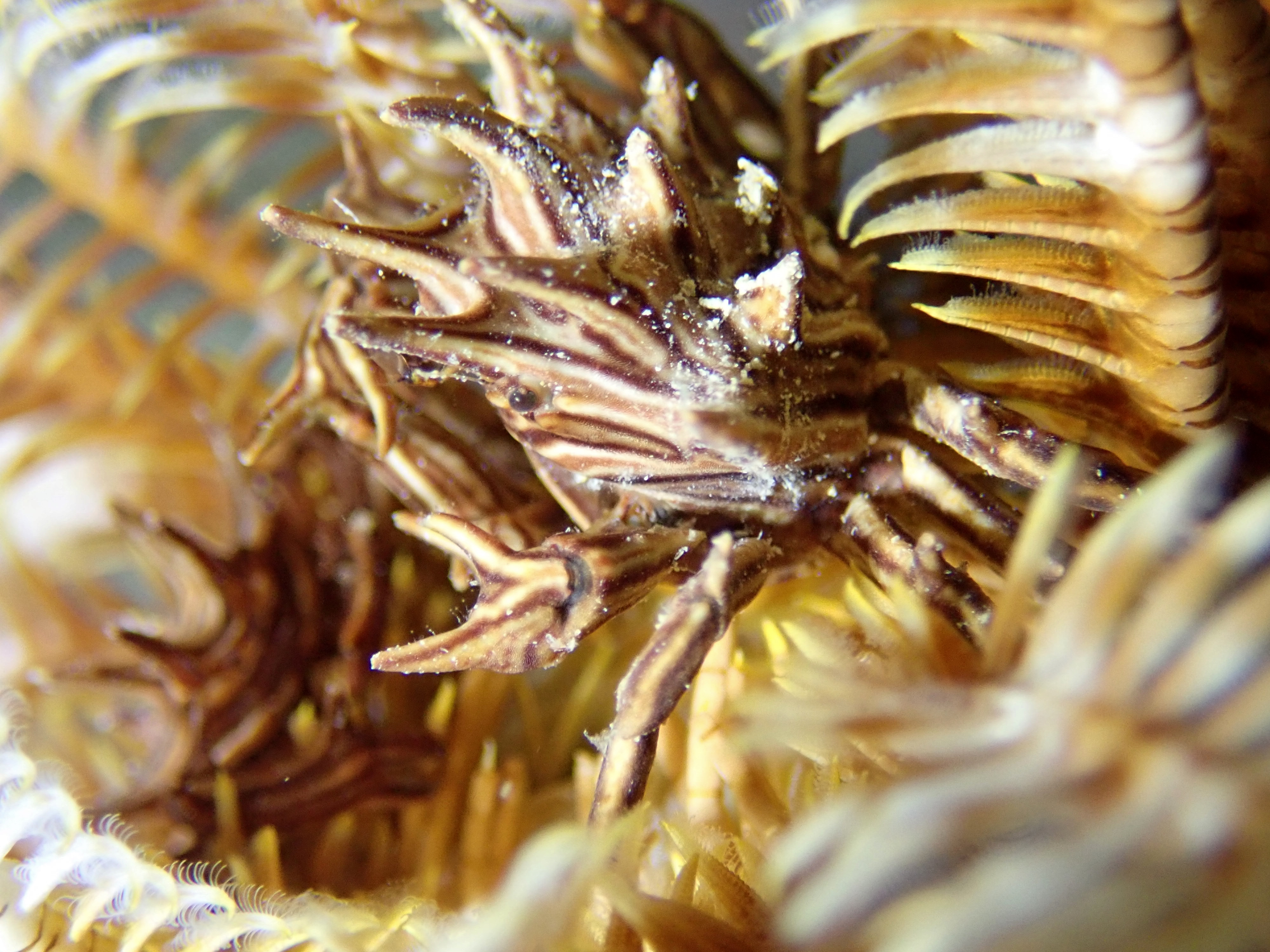
Granchio crinoideo del Mar Rosso (Tiaramedon spinosum)

- Sottofamiglia Calmaniinae Stevcic, 1991
  - Calmania Laurie, 1906

- Sottofamiglia Eumedoninae Dana, 1852
  - Ceratocarcinus White, 1847
  - Echinoecus Rathbun, 1894
  - Eumedonus H. Milne Edwards, 1834
  - Gonatonotus White, 1847
  - Hapalonotus Rathbun, 1897
  - Harrovia Adams & White, 1849
  - Permanotus D. G. B. Chia & Ng, 1998
  - Rhabdonotus A. Milne-Edwards, 1879
  - Tauropus D. G. B. Chia & Ng, 1998
  - Tiaramedon D. G. B. Chia & Ng, 1998
  - Zebrida White, 1847
  - Zebridonus D. G. B. Chia, Ng & Castro, 1995

- Sottofamiglia Pilumninae Samouelle, 1819
  - Actumnus Dana, 1851
  - Aniptumnus Ng, 2002
  - Bathypilumnus Ng & L. W. H. Tan, 1984
  - Benthopanope Davie, 1989
  - Colerolumnus Ng, 2010
  - Cryptopilumnus Hsueh, Huang & Ng, 2009
  - Danielum Vázquez-Bader & Gracia, 1995
  - Eurycarcinus A. Milne-Edwards, 1867
  - Glabropilumnus Balss, 1932
  - Gorgonariana Galil & Takeda, 1988
  - Heteropanope Stimpson, 1858
  - Heteropilumnus de Man, 1895
  - Latopilumnus Türkay & Schuhmacher, 1985
  - Lentilumnus Galil & Takeda, 1988
  - Lobopilumnus A. Milne-Edwards, 1880
  - Lophopilumnus Miers, 1886
  - Nanopilumnus Takeda, 1974
  - Neoactumnus Sakai, 1965
  - Parapleurophrycoides Nobili, 1906
  - Pilumnopeus A. Milne-Edwards, 1867
  - Pilumnus Leach, 1816
  - Priapipilumnus Davie, 1989
  - Pseudactumnus Balss, 1933
  - Serenepilumnus Türkay & Schuhmacher, 1985
  - Serenolumnus Galil & Takeda, 1988
  - Takedana Davie, 1989
  - Vellumnus Ng, 2010
  - Viaderiana Ward, 1942
  - Xestopilumnus Ng & Dai, 1997
  - Xlumnus Galil & Takeda, 1988

- Sottofamiglia Rhizopinae Stimpson, 1858
  - Camptoplax Miers, 1884
  - Ceratoplax Stimpson, 1858
  - Cryptocoeloma Miers, 1884
  - Cryptolutea Ward, 1936
  - Itampolus Serène & Peyrot-Clausade, 1977
  - Lophoplax Tesch, 1918
  - Luteocarcinus Ng, 1990
  - Mertonia Laurie, 1906
  - Paranotonyx Nobili, 1905
  - Paraselwynia Tesch, 1918
  - Peleianus Serène, 1971
  - Pronotonyx Ward, 1936
  - Pseudocryptocoeloma Ward, 1936
  - Pseudolitochira Ward, 1942
  - Rhizopa Stimpson, 1858
  - Rhizopoides Ng, 1987
  - Selwynia Borradaile, 1903
  - Ser Rathbun, 1931
  - Typhlocarcinops Rathbun, 1909
  - Typhlocarcinus Stimpson, 1858
  - Zehntneriana Ng & Takeda, 2010

- Sottofamiglia Xenophthalmodinae Števčić, 2005
  - Xenophthalmodes Richters, 1880